# Francis Alexander
Francis Alexander (Killingly, 3 febbraio 1800 – Firenze, 27 marzo 1880) è stato un pittore statunitense, specializzato in ritratti. Trasferitosi in Italia con la famiglia nel 1853, abbandonò la pittura e si dedicò al collezionismo d’arte.

## Biografia

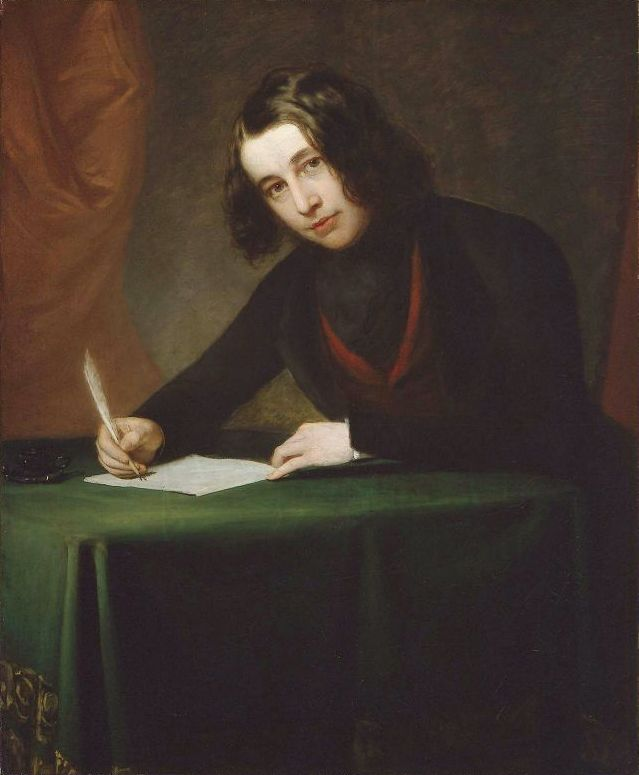
Ritratto di Charles Dickens (1842)

Francis Alexander era nato a Killingly, Connecticut, il 3 febbraio 1800, figlio di Neil Alexander ed Esther Smith. Cresciuto in una modesta fattoria, fin da ragazzo si appassionò alla pittura, dilettandosi a disegnare come poteva. In modo particolare lo entusiasmava dipingere animali, soprattutto uccelli e pesci.
Incoraggiato dagli elogi che riceveva, nel 1820 si recò a New York dove studiò pittura per un breve periodo con Alexander Robertson. Nel 1823 si trasferì a Boston, dove divenne molto popolare come ritrattista. Il suo aspetto piacevole e le ottime maniere gli permisero di frequentare l’alta società bostoniana. Fra il 1825 e il 1831 dipinse i ritratti dei personaggi più in vista della città.
Fra il 1831 e il 1832 intraprese un viaggio in Europa, ma fu in Italia che trascorse la maggior parte del tempo che passò lontano dagli Stati Uniti. Si trattenne diversi mesi a Roma, durante i quali visse con Thomas Cole, e trascorse anche un periodo a Firenze, dove conobbe Lucia Gray Swett, una ragazza americana bella, ricca e di buona famiglia, che sarebbe diventata sua moglie. Si sposarono il 9 maggio 1836, nella Park Street Church di Boston. Nel 1837 nacque la figlia Esther Frances, più conosciuta come Francesca, che sotto la guida del padre diventerà una brava e apprezzata illustratrice.
Nel 1840 Francis Alexander fu eletto membro onorario della National Academy of Design. Nel 1842 dipinse il ritratto di Charles Dickens, sicuramente la sua opera più famosa, mentre lo scrittore era in visita a Boston. Esistono vari aneddoti sul perché Dickens abbia deciso di farsi ritrarre proprio da Alexander, ma nessuno si basa su elementi certi.
Gli Alexander vissero a Boston fino al 1853, anno in cui si trasferirono in Italia, stabilendosi a Firenze. Eccetto per un breve ritorno negli Stati Uniti nel 1868 Francis e la famiglia trascorsero il resto della loro vita in Italia. L'artista abbandonò l'attività di ritrattista e divenne un commerciante e collezionista di dipinti dei maestri italiani del primo Rinascimento. Per spiegare la sua scelta era solito affermare: "Quale è l’utilità della pittura quando posso comprare per un dollaro e mezzo un quadro migliore di quello che posso dipingere io?" 
Francis Alexander morì a Firenze il 27 marzo 1880, all'età di 80 anni. È sepolto nel Cimitero degli Allori di Firenze, nel quale sono anche le tombe della moglie e della figlia.